# ISO 3166-2:PT
ISO 3166-2:PT est l'entrée du Portugal dans la norme ISO 3166-2, une partie de la norme ISO 3166 publiée par l'Organisation Internationale de Normalisation (ISO), qui définit les codes pour les noms des principales subdivisions (par exemple, les provinces ou États) de tous les pays codés dans la norme ISO 3166-1.
Actuellement, pour le Portugal, la norme ISO 3166-2 définit des codes pour les 18 districts et les 2 régions autonomes. Les régions et sous-régions proposées en 1998 pour remplacer les districts mais abandonnés, ainsi que les conseils intercommunaux et métropolitains ne sont pas codées.
Chaque code est composé de deux parties, séparées par un trait d'union. La première partie est PT, le code ISO 3166-1 alpha-2 du Portugal. La deuxième partie comprend deux chiffres :
- 01 à 18 : districts
- 20 et 30 : régions autonomes (Açores et Madère)

## Codes en vigueur
Les noms de subdivisions sont répertoriés comme dans la norme ISO 3166-2 publiée par l'Agence de maintenance ISO 3166 (ISO 3166/MA).
| Code  | Nom de subdivision                  | Type de subdivision |
| ----- | ----------------------------------- | ------------------- |
| PT-01 | Aveiro                              | district            |
| PT-02 | Beja                                | district            |
| PT-03 | Braga                               | district            |
| PT-04 | Bragance (Bragança)                 | district            |
| PT-05 | Castelo Branco                      | district            |
| PT-06 | Coimbra                             | district            |
| PT-07 | Évora                               | district            |
| PT-08 | Faro                                | district            |
| PT-09 | Guarda                              | district            |
| PT-10 | Leiria                              | district            |
| PT-11 | Lisbonne (Lisboa)                   | district            |
| PT-12 | Portalegre                          | district            |
| PT-13 | Porto                               | district            |
| PT-14 | Santarém                            | district            |
| PT-15 | Setúbal                             | district            |
| PT-16 | Viana do Castelo                    | district            |
| PT-17 | Vila Real                           | district            |
| PT-18 | Viseu                               | district            |
| PT-20 | Açores (Região Autónoma dos Açores) | région autonome     |
| PT-30 | Madère (Região Autónoma da Madeira) | région autonome     |